# Trans-Nzoia County
Trans-Nzoia County (bis 2010 Trans-Nzoia District) ist ein County in Kenia. Die Hauptstadt des Countys ist Kitale.

## Geografie
Nur 4,6 % der Haushalte sind an die Stromversorgung angeschlossen. Hauptwirtschaftszweig ist die Landwirtschaft, angebaut wird vor allem Tee und Mais. Das Trans-Nzoia County gehört zur Diözese Kitale der römisch-katholischen Kirche.
Im County liegt der kenianische Teil des Mount-Elgon-Nationalparks.

## Gliederung
Das County teilt sich in Councils und Divisionen auf. Es gibt drei Wahlbezirke: Cherangani, Kwanza und Saboti. 
| Sitz der Behörde | Typ      | Einwohner (1999) |
| ---------------- | -------- | ---------------- |
| Kitale           | Gemeinde | 086.055          |
| Nzoia            | County   | 489.607          |
| Gesamt           | -        | 575.662          |

| Division   | Einwohner (1999) | Hauptstadt |
| ---------- | ---------------- | ---------- |
| Central    | 147.992          | Kitale     |
| Cherangany | 052.974          | Cherangani |
| Endebess   | 061.481          | Endebess   |
| Kaplamai   | 089.858          |            |
| Kiminini   | 064.685          | Kiminini   |
| Kwanza     | 088.727          | Kwanza     |
| Saboti     | 069.945          | Saboti     |
| Gesamt     | 575.662          | -          |